# Hastings (Iowa)
Hastings és una població dels Estats Units a l'estat d'Iowa. Segons el cens del 2000 tenia 214 habitants.

## Demografia
Segons el cens del 2000, Hastings tenia 214 habitants, 85 habitatges, i 57 famílies. La densitat de població era de 201,5 habitants/km².
Dels 85 habitatges en un 29,4% hi vivien nens de menys de 18 anys, en un 55,3% hi vivien parelles casades, en un 9,4% dones solteres, i en un 31,8% no eren unitats familiars. En el 24,7% dels habitatges hi vivien persones soles el 8,2% de les quals corresponia a persones de 65 anys o més que vivien soles. El nombre mitjà de persones vivint en cada habitatge era de 2,52 i el nombre mitjà de persones que vivien en cada família era de 2,93.
Per edats la població es repartia de la següent manera: un 26,6% tenia menys de 18 anys, un 7% entre 18 i 24, un 28% entre 25 i 44, un 26,2% de 45 a 60 i un 12,1% 65 anys o més.
L'edat mediana era de 36 anys. Per cada 100 dones de 18 o més anys hi havia 103,9 homes.
La renda mediana per habitatge era de 35.625 $ i la renda mediana per família de 47.813 $. Els homes tenien una renda mediana de 36.875 $ mentre que les dones 23.125 $. La renda per capita de la població era de 13.174 $. Entorn del 17,6% de les famílies i el 25,8% de la població estaven per davall del llindar de pobresa.

## Poblacions més properes
El següent diagrama mostra les poblacions més properes.